# 宇野 (玉野市)
宇野（うの）は、岡山県玉野市にある町丁である。同市の市役所所在地。当頁では、当地より分立した町丁である築港（ちっこう）についても、歴史的経緯を考慮し合わせて記述する。
なお、築港分立後も両町丁を合わせて広域地名として宇野と称することもある。この範囲は、明治時代前期（町村制施行時）以前の児島郡宇野村に相当する。
郵便番号は、宇野が706-0011（玉野郵便局管区）、築港が706-0002（玉野郵便局管区）。人口は4998人（男性2370人、女性2628人）、築港が3616人（男性1823人、女性1793人）。世帯数は、宇野が2402世帯、築港が1871世帯（2013年6月現在）。

## 概要
玉野市の中心的街区であり市役所付近から西北一帯の地域で、南は海に臨んでいる。現在、宇野駅のある付近を築港と呼んでいるが、元はこの方面をも含めて宇野と称した。。
宇野から築港にわたり宇野港があり、本州と四国を結ぶ旅客港として賑わったが、1988年の瀬戸大橋開通を機に地区の賑わいは徐々に衰退し、課題となっている。

## 沿革

### 歴史
宇野はかつて児島郡宇野村と称し、中世には加茂庄に属していた。近世は岡山藩領で、『吉備温故』には宇野村、岡山京橋まで船路7里、陸路9里、舟着悪し、舟掛善し、田畑20町1反、うち1町3反は塩浜、家113軒、男女526人、池19ヶ所とある。江戸時代の字野村は、現在と異なり港湾設備に欠け、船着きは悪かった。一方、湾内は水深があり、船の碇泊にはよかった。なお当時は、児島郡の旅客港としては日比・田之浦・下津井・八浜などが栄えていた。また、当時の産業としては漁業より農業が主で、入浜式塩田による製塩業が主なる収入源になっていた。
1889年（明治22年）6月1日、町村制の施行を受けて西隣の児島郡玉村（現在の玉・玉原・奥玉）と合併し、同郡玉野村を置いた。名称は、両地名より一文字ずつ取って合成したもの。
1906年（明治39年）4月1日、大字玉を分村。さらに東隣となる同郡田井村（現在の田井）と合併し、新たに同郡宇野村を設置。
同年8月、岡山県による宇野港の修築工事が始まり、3年の月日を費やして1909年（明治42年）8月に完成した。修築工事とされているが、実際は近代港湾の新規建設といえ、埋立地43,900坪、工費343,000円、他にも鉄道院嘱託埋立地9,400坪、工費129,000円などにおよぶ。当時の岡山県としては相当の大工事であり、当時の県知事桧垣直右は県議会の猛反対を押しのけ、3度の原案執行を行なった上での着工という歴史的事業となった。
1910年（明治43年）6月12日には岡山〜宇野間の国鉄（現JR西日本）宇野線が開通した。宇野駅構内では盛大な開通式があげられ、宇野〜高松間の連絡船が就航した。本州と四国を結ぶ交通の要衝となり、新たなる転換期を迎えた宇野村は1919年（大正8年）1月1日に町制施行により宇野町となる。
1929年（昭和4年）12月、宇野港は第2種重要港湾に指定され、1930年（昭和5年）2月8日には開港場に指定、神戸税関宇野支署が設けられた。1932年（昭和7年）5月23日には宇野と大連間に定期航路が設定され、「照国丸」が就航した。
1940年（昭和15年）8月3日、宇野と西側の同郡日比町が合併し玉野市を新設。宇野に市役所を置く。市名は、かつて両町にまたがって存在した前述の旧玉野村から取ったもの。
その後、宇野港は交通運輸の量的増力や船舶の大型化、速度化に伴い修築を重ねて現在の規模に発展し、それに合わせ市街も都市計画の進行、発展を遂げ、現在では宇野駅およびその駅前（北側）付近一帯（旧宇野の東部）を「築港」として新たに区分、宇野と築港それぞれ丁目設定した。
また、1949年（昭和24年）には宇野港から玉地区までを結ぶ備南電気鉄道（のちに玉野市へ運営移管され、玉野市営電気鉄道に改称）が開業するも、1972年（昭和47年）に廃線になる。
1988年（昭和63年）の瀬戸大橋の開通により大きな影響を受け、航路の存続が危ぶまれ、またこれに加えて玉野市内に工場を構える企業の不振などの影響も加わり、町の衰退が問題化している。

### 年表
| 年月日                    | 出来事                                                                         | 備考                                               |
| ------------------------- | ------------------------------------------------------------------------------ | -------------------------------------------------- |
| 1889年（明治22年）6月1日  | 町村制施行により、児島郡宇野村・玉村が合併し同郡玉野村を新設。                 |                                                    |
| 1906年（明治39年）4月1日  | 玉野村が旧宇野と旧玉に分村。同時に宇野と児島郡田井村合併し新たな宇野村を設置。 | 玉野村は消滅。玉は日比村と合併し、日比町となった。 |
| 1906年（明治39年）8月     | 岡山県宇野港修築工事が着工される。                                             |                                                    |
| 1909年（明治42年）8月     | 宇野港修築工事が竣工。                                                         |                                                    |
| 1910年（明治43年）6月12日 | 国鉄宇野線および宇野駅が開業。宇野〜高松港間の連絡船が就航。                   |                                                    |
| 1919年（大正8年）1月1日   | 宇野村が町制施行、宇野町となる。                                               |                                                    |
| 1929年（昭和4年）12月     | 宇野港が第2種重要港湾に指定される。                                            |                                                    |
| 1930年（昭和5年）2月8日   | 宇野港が開港場に指定される。                                                   |                                                    |
| 1940年（昭和15年）8月3日  | 児島郡宇野町・日比町が合併し、玉野市を新設。宇野に役所が置かれる。             |                                                    |
| 1949年（昭和24年）4月5日  | 備南電気鉄道が開業する。                                                       |                                                    |
| 1956年（昭和31年）4月1日  | 備南電気鉄道が玉野市へ運営が移管され、玉野市営電気鉄道として営業を開始。       |                                                    |
| 1972年（昭和47年）4月1日  | 玉野市営電気鉄道が廃止となる。                                                 |                                                    |

## 地勢
山岳
- 茶ドラ山 - 宇野
- 大仙山 - 宇野
- 天狗山 - 宇野

河川・池・滝
- 鳴滝川 - 宇野
  - 鳴滝池
  - 大池
  - カラメ池
  - 鳴滝

岬
- 瀬越鼻 - 宇野
- ナキンダ鼻 - 宇野
- 高辺鼻 - 築港
- 長崎 - 築港

## 主要施設

### 宇野
公的施設
- 玉野市役所
  - 水道庁舎
  - 下水道庁舎

- 玉野市立総合文化センター
- 玉野港湾合同庁舎
- 岡山地方気象台宇野検潮所
- 岡山家庭裁判所玉野出張所
- 玉野浄化センター
- 玉野警察署
- 玉野区検察庁
- 玉野市シルバー人材センター
- 玉野税務署
- 宇野税関支署旅具検査場
- 岡山県備前県民局建設部宇野港管理事務所

教育施設
- 玉野市立宇野小学校
- 玉野市立宇野中学校

医療・福祉施設
- 玉野市立宇野保育園
- 玉野市母子寡婦福祉連合会
- 玉野市立玉野市民病院

郵便局
- 玉野郵便局

金融機関
- 中国銀行
- トマト銀行
- 日本生命
- 明治安田生命
- 三井生命

交通機関
- 宇野港（築港と跨がる。主要部は築港側）
  - 宇野港通船待合所

- 玉港（玉と跨がる。主要部は築港側）

一般企業・商店
- 西日本電信電話玉野支店
- 玉野中央魚市場
- 山陽新聞
- 下電タクシー
- 海の駅シーサイド玉野魚市場
- ホンダカーズ
- DCMダイキ
- スーパードラッグひまわり
- ザグザグ
- エディオン
- はるやま
- 宇野港倉庫
- ショッピングモールメルカ
- 備南工業
- 新浜造船所
- 宮原製作所
- イトウゴフク
- 東久ストア
- 宇野港ボウル
- 玉野ゴルフ倶楽部

公園施設
- 深山公園（田井と跨がる。主要部は田井側）
- 中央公園
- 磯辺公園
- 花隈公園
- 池之浦公園
- 藤井公園

神社仏閣・その他宗教施設
- 宇野八幡宮
- 荒神社
- 一力神社
- 正一位稲荷神社
- 円明院
  - 円明院奥ノ院

- 真光寺
- 円応教玉野教会
- PL教団玉野教会
- エホバの証人王国会館
- 玉野カトリック集会所

### 築港
公的施設
- ハローワーク玉野
- 玉野競輪
- 玉野警察署宇野駅前交番
- 玉野市ボランティア活動研修センター
- 中国地方整備局宇野港湾事務所
- 瀬戸内海区水産研究所玉野庁舎

教育施設
- 玉野市立築港小学校
- 玉野市立宇野中学校
- 岡山県立玉野高等学校
- 玉野総合医療専門学校

医療・福祉施設
- 築港ちどり保育園
- 玉野中央病院
- 岡山赤十字病院玉野分院
- 岡山赤十字老人福祉施設マリンホーム

郵便局
- 玉野宇野郵便局

金融機関
- おかやま信用金庫
- 岡三証券

一般企業・商店
- 日本特殊沪材
- 森鉄工所
- 加藤製油
- たまの味噌醤油
- 宝山倉庫
- 宇野港倉庫
- 瀬戸内温泉　たまの湯
- UNO HOTEL
- 駅東創庫Gallaly Minato
- トヨタカローラ岡山
- ヤマダデンキ
- ファッションセンターしまむら
- 山陽マルナカ
- おもちゃ王国こども文化ホール
- 築港商店街（築港銀座）

交通施設
- JR宇野駅
- 宇野港
  - 四国フェリー
  - 四国汽船小豆島豊島フェリー切符売り場

公園施設など
- 日の出公園
- 日の出海岸

神社仏閣・その他宗教施設
- 観音寺
- 法親寺
- 薫仙寺
- 豊昌寺
- 船越八幡宮
- 築港八幡宮
- 創価学会玉野会館
- 天理教宇野教会

他
- NPO法人楽彩工房TAMANO

## 交通
道路
- 国道30号
- 国道430号
- 岡山県道22号倉敷玉野線
- 岡山県道466号田井新港線

鉄道
- JR宇野線
  - 宇野駅 - 築港

港湾
- 宇野港
  - 四国フェリー - 築港
  - 四国汽船小豆島豊島フェリー切符売り場 - 築港